# Majestät brauchen Sonne
Majestät brauchen Sonne ist ein deutsch-niederländischer Dokumentarfilm von Peter Schamoni aus dem Jahr 1999. Er beschäftigt sich mit dem Leben des letzten deutschen Kaisers Wilhelm II.

## Handlung
Der Film folgt Wilhelms II. Leben vor allem aus kulturhistorischer Sicht. Der letzte deutsche Kaiser war ein Freund der realistischen Künste und ließ sich häufig porträtieren. In Potsdam und Berlin beschäftigte er 20 Hoffotografen und verschenkte Abbildungen von sich in unterschiedlichen Größen gleich Ehrenzeichen an verdiente Untergebene. Er war zudem – nach anfänglichem Misstrauen – ein begeisterter Anhänger der neuen Filmkunst, die ab 1908 auch hoffähig geworden war. Das früheste ihn zeigende Filmdokument stammt aus dem Jahr 1901 und entstand in London anlässlich der Beerdigung seiner Großmutter Queen Victoria. Großes Interesse zeigte Wilhelm II. an der Errichtung und Einweihung von Denkmälern, so ließ er im ganzen Land Denkmäler von Wilhelm I., dem Reichseinigungskaiser, aufstellen. In Berlin erfolgte 1901 die Einweihung der Siegesallee, die Statuen von Albrecht dem Bären bis Wilhelm I. umfasste.
Wilhelm waren bei seiner Geburt die Nerven der linken Schulter verletzt worden, was zu einer dauerhaften Behinderung führte. Er konnte den linken, zudem deutlich kürzeren Arm kaum bewegen. Dies zeigt sich besonders deutlich auf Filmaufnahmen. Diese durften stets nur bei „Kaiserwetter“, also Sonnenschein stattfinden.
Überraschend wurde Wilhelm 1888 im Dreikaiserjahr im Alter von 29 Jahren deutscher Kaiser. Er sah eine Hauptaufgabe in der Selbstrepräsentation und besuchte allein 1889 50 Städte. Auch in den Folgejahren absolvierte er auffallend viele Reisen im In- und Ausland, sodass er im Volksmund „Reisekaiser“ genannt wurde und der Namenszusatz „I. R.“ (Imperator Rex) in „immer reisefertig“ umgedeutet wurde. Fortschrittlich an der Entwicklung des Verkehrswesens interessiert, protegierte Wilhelm II. den Kaiserlichen Automobilclub, der sich später zum AvD entwickelte. Er interessierte sich für den Ausbau des Postwesens und den Fortschritt der Eisenbahn. Er selbst reiste per Automobil bzw. öfter mit der Bahn. Fuhr seine Gattin mit, umfasste der kaiserliche Zug elf Waggons, fuhr er ohne sie, kam er mit sieben oder acht Waggons aus. Besondere Aufmerksamkeit widmete Wilhelm II. der Marine. Er besaß die kaiserliche Dampfjacht Hohenzollern, auf der er jährlich unter anderem eine Norwegenreise unternahm. Auf sein Betreiben hin entstand der Kaiser-Wilhelm-Kanal, der 1895 eröffnet wurde. Als „Flottenkaiser“ förderte Wilhelm II. den Segelsport und rief das Reichsmarineamt ins Leben. Er unternahm regelmäßig Mittelmeerkreuzfahrten und steuerte neben Italien auch Korfu an. Hier erwarb er 1907 das Achilleion, das er als Sommersitz nutzte. Zudem widmete er sich archäologischen Ausgrabungen, die jedoch durch die Unruhen im Vorfeld des Ersten Weltkriegs abgebrochen wurden. Wie jedes Jahr reiste Wilhelm II. im Sommer 1913 nach Norwegen und machte sich 1913 mit der Schenkung der kolossalen Frithjof-Skulptur an Vangsnes nicht nur Freunde. Auf der Kieler Woche 1914 erfuhr Wilhelm II. vom Attentat von Sarajewo und fuhr ein letztes Mal in den Sommerurlaub nach Norwegen.
Während des Ersten Weltkriegs sank das Ansehen des Kaisers, woran auch erste Propagandafilme während seines Besuchs im Osmanischen Reich nichts ändern konnten. Wilhelm II. versank immer öfter in Depressionen, zumal er nur noch als Schattenkaiser regieren konnte, da die eigentliche politische Macht von der Obersten Heeresleitung ausging. Der Kieler Matrosenaufstand erschütterte ihn tief, hatte er die Flotte doch selbst ins Leben gerufen. Er ging ins niederländische Exil und ließ sich auf Haus Doorn nieder. Er rührte seit dieser Zeit nie wieder ein Jagdgewehr an – er war früher stets stolz auf seine einhändig ausgeführten Abschüsse und seine Jagderfolge gewesen – und gab das Reiten auf, das er ebenfalls einhändig erlernt hatte. Stattdessen widmete er sich begeistert dem Baumfällen und dezimierte den Baumbestand um Haus Doorn erheblich. Mit Verbitterung registrierte er den „Betrug“ durch Hindenburg, der sich auf seinen Thron gesetzt habe. Mit den Nationalsozialisten wollte er nicht zusammenarbeiten und befand in späten Jahren, dass in Berlin inzwischen alle Proleten geworden seien. Die Deutschen werden die Hakenkreuzfahne einst verfluchen, sah er voraus. Seine Beisetzung 1941 erfolgte mit militärischen Ehren im Gelände von Haus Doorn und nicht, wie von Hitler geplant, in Berlin.
Im Jahr 1950 wurden die Statuen der Siegesallee von den Alliierten demontiert und vergraben, jedoch in den 1980er Jahren wieder ausgegraben und in einem Gebäude in Berlin-Kreuzberg abgestellt, wo sie sich noch heute befinden. Haus Doorn ist inzwischen ein Museum und kann besichtigt werden. Unter anderem findet sich in Wilhelms II. Nachtschrank ein Backenzahn des letzten deutschen Kaisers, und ein Museumsführer merkt an, dass man Wilhelm II. auf dieser Basis klonen könnte.

## Produktion
Majestät brauchen Sonne wurde vom 15. August 1997 bis 1. August 1999 auf Schloss Doorn bei Utrecht, in Norwegen, Hamburg, Berlin, Leipzig, Venedig und auf Korfu gedreht. Die überwiegenden Aufnahmen sind jedoch Originalfilme der Zeit, die zum Teil mit Geräuschen unterlegt wurden. Für die Ton-Effekte war Mel Kutbay zuständig.
Sprecher des Films ist Mario Adorf. Wilhelm II. wird von Otto Sander eingesprochen. Unter anderem sind Zitate aus Wilhelms II. Werken Ereignisse und Gestalten (1922), Erinnerungen an Korfu (1924) und Aus meinem Leben (1927) zu hören. Weitere Sprecher verschiedener Persönlichkeiten waren Donald Arthur, Arthur Brauss und Salome Kammer. Im Film sind Ausschnitte aus Richard Wagners Lohengrin, Walküre, Götterdämmerung, Stücke von Edvard Grieg, Eduardo Di Capuas ’O sole mio sowie Werke von Holger Aurel Jung zu hören.
Majestät brauchen Sonne lief 1999 als Eröffnungsfilm des 42. Leipziger Dok.-Festivals und damit außer Konkurrenz. Offizielle Kinopremiere war am 9. November 2000. Das ZDF sendete Majestät brauchen Sonne erstmals am 9. Mai 2002 im Fernsehen. Im Jahr 2001 kam der Film auf Video und 2006 auf DVD heraus.

## Kritik
Für den film-dienst war Majestät brauchen Sonne ein „sehr unterhaltsamer, sorgfältig zusammengestellter Film, der nachvertont und mit ironisierendem Kommentar versehen wurde und auf psychologischer Ebene viel vom Wesen des Kaisers und seiner Epoche offenbart. Als zeitgeschichtliche Dokumentation ist er indes kaum von Wert, da die historischen Zusammenhänge bis auf wenige Andeutungen ausgeblendet werden und besonders die Rolle Wilhelms im Ersten Weltkrieg heruntergespielt wird.“
Die Frankfurter Rundschau konstatierte, dass Schamoni im Film „das Rätselhafte, mitunter Bizarre dieses Herrschers ins Zentrum [stellt].“ Der Film sei ein „eigenwilliger Filmessay, der Wilhelm II. als nervös Getriebenen und bis zur Lächerlichkeit Eitlen ebenso zeigt wie als neugierigen Modernisten und fehlgeleiteten Künstler. So wird das eindimensionale Bild um viele Facetten bereichert.“ Schamoni gelang mit dem Film laut Darstellung in der Frankfurter Rundschau „mit Leichtigkeit, stellenweise Humor und genügend Distanz […] eines der originellsten Dokumentationsprojekte der letzten Jahre“.
Die Zeit nannte den Film „eine Sensation. Man sitzt 95 Minuten lang ungläubig staunend davor. Begriffe beleben sich mit Anschauung, historische Interpretationen füllen sich mit Fleisch und Blut.“

## Auszeichnungen
Majestät brauchen Sonne wurde 2000 mit dem Produzentenpreis des Bayerischen Filmpreises ausgezeichnet.
Die Filmbewertungsstelle vergab für den Film das Prädikat „wertvoll“. Die Jury begründete die Prädikatsvergabe unter anderem damit, dass „diese Fundgrube von Bildern schon als archivarische und kompilatorische Leistung ein Prädikat verdient“ habe.